# Trybliographa fovealis
Trybliographa fovealis är en stekelart som först beskrevs av Thomson 1862.  Trybliographa fovealis ingår i släktet Trybliographa, och familjen glattsteklar. Arten är reproducerande i Sverige.